# Xiphidiella anorubra
Xiphidiella anorubra är en tvåvingeart som först beskrevs av Villeneuve 1920.  Xiphidiella anorubra ingår i släktet Xiphidiella och familjen köttflugor. Inga underarter finns listade i Catalogue of Life.